# Gnathoweisea ferox
Gnathoweisea ferox är en skalbaggsart som beskrevs av Gordon 1985. Gnathoweisea ferox ingår i släktet Gnathoweisea och familjen nyckelpigor. Inga underarter finns listade i Catalogue of Life.